# Европейская партия за личную свободу
Европейская партия за личную свободу (EPIL) — право-либертарианская европейская политическая партия, созданная в Утрехте в сентябре 2013 года в соответствии с Утрехтской декларацией и Пактом европейских классических либеральных и либертарианских партий.

## Утрехтская декларация
Несколько политических партий, действующих в Европе, договорились по разным темам, которые включают в себя;
- Определяют себя как классических либералов, либертарианцев или и того, и другого, и считают себя частью мирового движения за индивидуальную свободу.
- Выражают свою поддержку политическим взглядам, вытекающим из классического либерализма и его дальнейшей радикальной и либертарианской эволюции, а также своё одобрение философского рационализма и объективности, австрийской школы экономики.
- Подтверждают верховенство личной свободы, ограниченной только свободой другого человека и включающей в себя полное право на собственность, и его веру в общество, основанное на спонтанном порядке, вытекающем из сотрудничества свободных граждан и их добровольных групп, в соответствии с правилом их свободно заключенных соглашений и договоров.

## Партии-члены
| Страна     | Политическая партия               | Европарламентарии | Национальные депутаты | Присоединились   |
| ---------- | --------------------------------- | ----------------- | --------------------- | ---------------- |
| Франция    | Либерально-демократическая партия | 0 из 72           | 0 из 577              | 29 сентября 2013 |
| Германия   | Партия Разума                     | 0 из 99           | 0 из 631              | 29 сентября 2013 |
| Испания    | Либертарианская партия            | 0 из 50           | 0 из 350              | 29 сентября 2013 |
| Нидерланды | Либертарианская партия            | 0 из 22           | 0 из 150              | 29 сентября 2013 |